# Ашевское

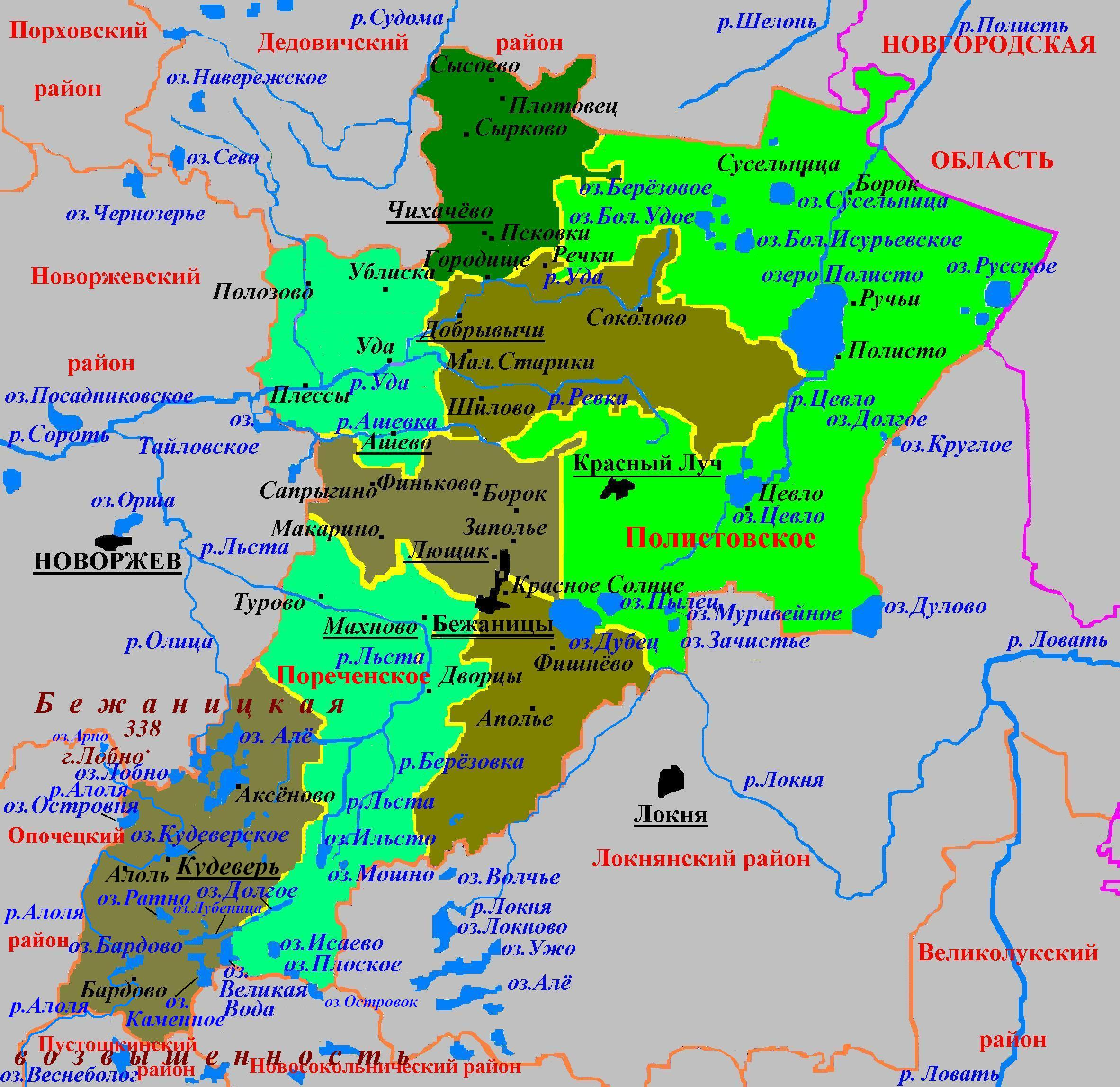
Административное деление Бежаницкого района в 2010—2015 гг.

Ашевское — упразднённое муниципальное образование со статусом сельского поселения в Бежаницком районе Псковской области России.
Административный центр — деревня Ашево.

## География
Территория сельского поселения Ашевское граничила на юге с Лющикской волостью, на востоке — с Чихачёвской и Добрывичской волостями, на севере — с Дедовичским районом, на западе — с Новоржевским районом.

## Население
| 2010 | 2012  | 2013  | 2014  | 2015  |
| ---- | ----- | ----- | ----- | ----- |
| 1312 | ↘1221 | ↘1206 | ↘1162 | ↘1121 |

## Населённые пункты
В состав муниципального образования «Ашевское» входят 69 населённых пунктов: 1 село — Ашево — и 68 деревень: Авинищи, Алексино, Астищи, Большое Иваново, Борыгино, Боскино, Валтухово, Ванюково, Велейно, Веретье, Выселок Стега, Горбачево, Горенье, Горлово, Гущино, Заборье, Заболотье, Забор, Заборовье, Зажигино, Застременье, Заханье, Исаково, Кадочно, Каменка, Кириллово, Княжая, Копенкино, Коскиничи, Костково 1, Костково 2, Красная Сопка, Кузнецово, Локница, Луковищи, Малиновка, Малое Иваново, Малый Городец, Минино, Мостки, Ново-Малый Городец, Оклад, Орлово, Отрез, Палкино, Пентешкино, Пешкино, Плессы, Подвигалово, Полозово, Продолжье, Пустошка, Райская, Раково, Решетниково, Рябкино, Савкино, Самулиха, Симаниха, Старцево, Стега-1, Степенино, Сумароково, Тихвино, Ублиска, Уда, Удачино, Филевка.

## История
Законом Псковской области от 28 февраля 2005 года в границах Ашевской (с. Ашево) и Ново-Кузнецовской (д. Ублиска) волостей были созданы одноимённые муниципальные образования со статусом сельского поселения Ашевская волость и Ново-Кузнецовская волость с 1 января 2006 года в составе муниципального образования Бежаницкий район со статусом муниципального района.
На референдуме 11 октября 2009 года было поддержано объединение этих двух волостей. Законом Псковской области от 3 июня 2010 года Ашевская и  Ново-Кузнецовская волости были упразднены и объединены в новое муниципальное образование со статусом сельского поселения  Ашевское.
Законом Псковской области от 30 марта 2015 года сельское поселение Ашевское было упразднено, а его территория 11 апреля 2015 года с соседними сельскими поселениями (Добрывичская волость и Чихачёвская волость) была объединена в новое сельское поселение Чихачёвское с административным центром в селе Ашево.